# Agylla ochrota
Agylla ochrota là một loài bướm đêm thuộc phân họ Arctiinae, họ Erebidae.